# Kanton La Chèze
Kanton La Chèze (fr. Canton de La Chèze) je francouzský kanton v departementu Côtes-d'Armor v regionu Bretaň. Tvoří ho devět obcí.

## Obce kantonu
- Le Cambout
- La Chèze
- Coëtlogon
- La Ferrière
- Plémet
- Plumieux
- La Prénessaye
- Saint-Barnabé
- Saint-Étienne-du-Gué-de-l'Isle